# Микулинецька селищна територіальна громада
Микулинецька селищна громада — територіальна громада в Україні, в Тернопільському районі Тернопільської области. Адміністративний центр — селище Микулинці.
Площа громади — 239,6 км², населення — 17 346 осіб (2020).

## Історія
Утворена 12 серпня 2015 року шляхом об'єднання Микулинецької селищної та Дворічанської, Заздрівської і Ладичинської сільських рад Теребовлянського району.
16 травня 2016 року почала працювати поліцейська станція, де працює 6 поліцейських. Керівник станції — Микола Сирник. Станція обслуговує Микулинецьку селищну громаду і села Кровинка, Лошнів, Сущин та Остальці.
19 липня 2020 року, в результаті адміністративно-територіальної реформи та ліквідації Теребовлянського району, увійшла до складу Тернопільського району.

## Населені пункти
У складі громада 2 селища (Дружба та Микулинці) і 18 сіл:
- Бернадівка
- Варваринці
- Воля
- Дарахів
- Дворіччя
- Заздрість
- Зубів
- Кам'янка
- Конопківка
- Кривки
- Ладичин
- Налужжя
- Нова Брикуля
- Різдвяни
- Стара Брикуля
- Струсів
- Тютьків
- Хмелівка